# 香港外展訓練學校
香港外展訓練學校（英語：Outward Bound Hong Kong，簡稱：OBHK），1970年成立的註冊慈善機構，總部設於香港新界西貢大網仔，是外展國際 （页面存档备份，存于）的附屬機構，以"To serve, to strive, not to yield"(服務人群，自強不息）為宗旨。

創立香港外展的構思已於1966年開始，加上由於1967至69年香港問題嚴重，間接令建立學校一事急速發展。學校主要為大中小、特殊學校學生、慈善團體、商業機構和政府部門舉辦各類的海上和陸上野外訓練課程，藉以提升學員的自信心、責任感、領導才能和團體合作精神。

## 機構顏色
海軍藍色 、      白色 

## 起源
香港外展始於在1966至1967年間一頓下午茶。
鍾逸傑爵士以前在Gordonstoun （页面存档备份，存于）教學時，韓建德(Kurt Hahn)與他傾談他的外展理念，並在外展阿伯多維學校(Aberdovey （页面存档备份，存于）)爬上了Cader Idris （页面存档备份，存于）山脈。後來鍾爵士又協助於馬來亞的紅土坎(Lumut （页面存档备份，存于）)建立當地的外展訓練學校。在希爾頓酒店的咖啡店裡，鍾爵士和對在非洲營運外展訓練學校甚為瞭解的Trevor Clark先生和藍煙囪貨倉碼頭(Holt’s Whaft)經理Olaf Work船長醞釀創立香港外展一事。

這個想法很快便傳遍了各大行，最終在蜆殼公司舉行了一場演講和招待會。席間許多人對創立一事充滿熱枕，並提出了很多具體建議和支持。這亦將「香港外展」的計劃啟航了。

當時，各人行遍了香港各處山脈和岸邊，尋找合適的地點建校。其中一個熱門選址位處大嶼山石壁附近的一個海灣，但對外展訓練來說，海灣外急速的離岸水流和接近邊境反而不利。 其後，他們由西貢出發走過沿途的山脈，發現到在對岸岸邊有一條廢棄村莊，但該址日後會在船灣淡水湖範圍內。這選址好像很特別，但在水庫內建校，將會困難重重。

最後，他們發現大網仔現址，雖然位置挺偏遠，但此地擁有臨海和靠山的特點，而且在為興建萬宜水庫時周邊會建設了更好道路網絡。這是一個很好的選擇，亦開始建校了。

## 企業管治
香港外展訓練學校行政委員會由香港外展信託基金有限公司的會員之中選出。

### 信託
| 榮譽會長 周錫年爵士，CBE，JP (The Late Dr. The Hon. Sik-nin Chau) 鍾逸傑爵士，大紫荊勳賢，KBE，CMG，Hon. RICS，JP (The Late Hon. Sir David Akers-Jones) 會長 施德論 （页面存档备份，存于）先生，GBS，JP (John Estmond Strickland) 副會長 羅友禮, SBS 主席 海寧 (Hans Helmuth Henning) 副主席 陳婉珊, MH | 財政 Jonathon Glyn Lee 行政總監及義務秘書 Nick Cotton 義務法律顧問 賈洛培 (Robert George Clark) 朱敏慧 義務核數師 PricewaterhouseCoopers |

#### 歷任會長
| 任期            | 會長                                                                                  |
| --------------- | ------------------------------------------------------------------------------------- |
| 1977年          | 葉謀遵博士, SBS, MBE, JP                                                              |
| 1978年 - 1981年 | J.L. Boyer, JP                                                                        |
| 1982年          | T.J. Bedford, MBE, JP                                                                 |
| 1983年 - 1986年 | P C S Deveson                                                                         |
| 1987年 - 1996年 | 鍾逸傑爵士，大紫荊勳賢，KBE，CMG，Hon. RICS，JP (The Late Hon. Sir David Akers-Jones) |
| 1996年 - 現在   | 施德論 （页面存档备份，存于）先生，GBS，JP (John Estmond Strickland)                  |

### 行政委員會
| 主席 海寧 (Hans Helmuth Henning) 副主席 陳婉珊, MH 朱敏慧 祁炳達 Peter Clarke 高育賢, BBS, JP 戴林瀚 David Graham Jonathon Glyn Lee | 馬逸靈 Christopher Pooley 施德論 （页面存档备份，存于）先生，GBS，JP (John Estmond Strickland) Jean Sung Stephen Taylor 魏永達 (Richard David Winter) 楊哲安 |

#### 歷任主席
| 任期            | 主席                                                                 |
| --------------- | -------------------------------------------------------------------- |
| 1971年 - 1980年 | P C S Deveson                                                        |
| 1980年 - 1988年 | D B Minns, LLB, FIB                                                  |
| 1988年 - 1990年 | 施德論 （页面存档备份，存于）先生，GBS，JP (John Estmond Strickland) |
| 1990年 - 1996年 | 羅友禮, SBS                                                          |
| 1996年 - 2006年 | 利乾                                                                 |
| 2006年 - 2009年 | 江卓崙                                                               |
| 2009年 - 2015年 | 鍾志平教授, GBS, BBS, JP                                             |
| 2015年 - 2019年 | 魏永達 (Richard David Winter)                                        |

### 基金會員
| 歐陽伯康 Sarah Borwein Gerard Byrne 查毅超, BBS, JP 陳家駒, SBS, JP Craig Chapman 趙不求, MH 鍾志平教授, GBS, BBS, JP Dr. Graeme Deuchars David Gething Chris Hanselman | 賀以禮 (Patrick Healy) 何志盛, JP 江卓崙 郭志樑, BBS, MH Deirdre Norene Lander 樓永強 李殷泰 呂元棟 文肇偉 Alan Morgan 包利華 (Bernard Pouliot) | Mark Schwille Jon Sparks 陳智文 Duncan M. Telfer 謝立斌 董建成, GBS, SBS, JP 王沛德 (Allan Warburg) 韋安祖, MBE, JP (Andrew Weir) 王敏超, BBS, JP 楊孝華, SBS, JP |

### 歷任「校長」
每所外展中心均稱為學校(Outward Bound School)，行政總監往往尊稱為「校長」，帶領外展學校的發展。
| 任期              | 行政總監                       | 校長                                           |
| ----------------- | ------------------------------ | ---------------------------------------------- |
| 1969年 - 1983年   | 德嘉 Jack W. Tucker, MBE, FRGS | Owen Davies (1979-80) Dennis Hodgson (1980-81) |
| 1983年 - 1996年   | 龐志達 Derek Pritchard         |                                                |
| 1996年 - 2002年   | 朱基富 Keith Choules           |                                                |
| 2002年 - 2015年   | 戴明德 Jon D'Almeida           |                                                |
| 2015年 - （現任） | 郭力衡 Nick Cotton             |                                                |

## 設施

### 訓練基地
香港外展轄下擁有三個及訓練帆船作為訓練基地，分別位於:

### 往灣洲外展訓練基地
往灣洲外展訓練基地位於香港東北的印洲塘海岸公園範圍內。

- 1987年：志風號船員做海上訓練時發現島上有一荒廢村校，開始以該校作外展訓練之用。
- 1988年：香港政府的麥理浩爵士基金撥款560萬連同鄰近建築物一起改建為外展訓練基地，命為"Sir MacLehose Training Base[6]"。
- 1990年6月：由港督衛奕信勳爵及夫人乘坐慕蓮夫人號抵達，揭幕啟用。
- 1999年12月：香港賽馬會撥款415萬翻新。
- 2000年3月：重新開放。

### 香港外展精神號 The Spirit of Outward Bound Hong Kong
自志風號於2000年退役後，得到香港賽馬會捐助，向英國的Challenge Business購入此船，經改裝後，於2004年6月16日在香港游艇會正式下水，返回學校服務大眾。

長度：67英尺

Class of License: IV

床位：14個，於2021年翻新後增至16個

#### 歷任船長
- Bernard Young (2002-2021)
- Amelia Ralphs (2021-current)

### 「志風號」 "Ji Fung" - Spirit of Resolution (1980-2000)
「志風號」原名為Spirit of Resolution，是香港唯一一艘雙高桅遠洋訓練帆船，長度132英尺，載客量50人，由香港賽馬會捐款550萬，由位於坑口的Kong & Halverson Marine & Enginneering Co. Ltd. 建造。 「志風」的結構是以新西蘭New Zealand Sail Training Association的Spirit of Adventure帆船為藍本。「志風號」模型已贈予康樂及文化事務署經修復後作為香港歷史博物館館藏展品。

自1980年下水至2000年，搭載超過14 000名以上的訓練員，為香港透過以航海訓練，讓參加者經歷最長26天的體驗式教學，培育出不少成功人士、社會賢達，同時亦激發很多參加者發揮潛能，重新認識自己，了解自我。

#### 船上口號
- 拉動繩索時
"Two, Six, Heave!"
- 情況緊急，船員不能留在船艙
"All hands on deck"
- 訓練完畢，途經維港時
船上："Archevay!"
岸上："Oye!"
全部："Haha!"

#### 「志風號」紀要
- 1980年10月25日: 由姬達爵士夫人(Lady Cater)主持下水禮[10]
- 1982: 港督麥理浩爵士參加志風航行，並負責掌舵
- 1983: 8月40名全女班隊員身份往日本大阪參加世界帆船節
- 1984: 港督尤德爵士及夫人到船上參觀
- 1986: 3月在船上由天主教香港教區的恩保德神父為廚師Paul Wong的次子進行嬰兒領洗，取名Alexander，並將其名刻在「志風號」的船鐘上
- 1997: 參加「揚帆大阪」(Sail Osaka '97 （页面存档备份，存于）)，由香港出發，途經日本那霸、鹿兒島，終點為大阪。是次活動「志風號」囊括ALL/B組總冠軍、最快完成全程的高桅帆船、最佳帆船訓練大獎，唯一在當地推行社會服務計劃的船隻，以及唯一一張帆越過大阪終點線的高桅帆船。5月24日凱旋回港，在維多利亞港接受消防船射水迎接，及數以百計市民在岸歡迎[11]
- 2000年9月4日: 完成18天的「海陸外展文憑課程」後，光榮退役
- 2002: 售予英國的煙草公司，改名為"John Player"。其後在馬來西亞附近突然遇到暴風雨，船身大量入水，最後在印度洋沉沒[12]

#### 歷任船長
- Peter Gasson  (1980-1984)
- Chris Blake，OBE (1985-1987)
- Joshua Garner (1988-1991)
- Royston Skucek[13] 施高卓 (1991-1994 ; 1998-2000)
- Greg Tonnison (1995-1997)

## 交通
大網仔路 亞公灣巴士站

可於西貢碼頭轉車

可於西貢麥邊落車轉車

## 外部連結
- 官方网站
- 香港外展訓練學校同學會 （页面存档备份，存于）